# Kwai Tsing
Kwai Tsing (traditionell kinesiska: 葵青區) är ett av Hongkongs 18 administrativa distrikt. Distriktet är en del av huvudområdet Nya territorierna.
Kwai Tsing har 477 092 invånare på en yta av 23km². 

## Externa länkar

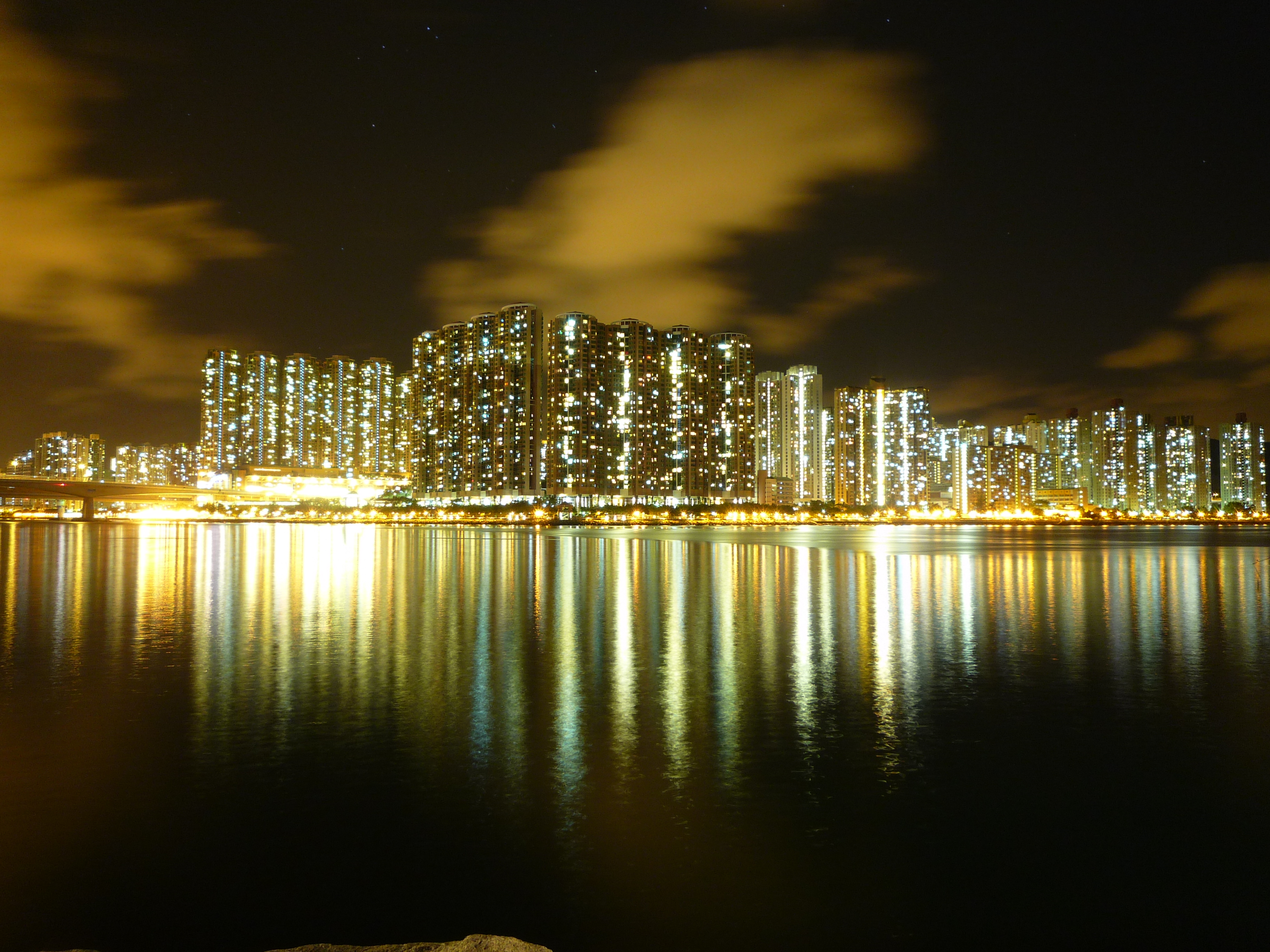
Villa Esplanada